# Лешара (Небраска)
Лешара (англ. Leshara) — селище (англ. village) в США, в окрузі Сондрес штату Небраска. Населення — 108 осіб (2020).

## Географія
Лешара розташована за координатами 41°19′47″ пн. ш. 96°25′45″ зх. д. / 41.32972° пн. ш. 96.42917° зх. д. (41.329790, -96.429203).  За даними Бюро перепису населення США в 2010 році селище мало площу 0,18 км², уся площа — суходіл.

## Демографія
Згідно з переписом 2010 року, у селищі мешкало 112 осіб у 48 домогосподарствах у складі 27 родин. Густота населення становила 627 осіб/км².  Було 52 помешкання (291/км²).
Расовий склад населення:
| - 85,7 % — білих - 1,8 % — чорних або афроамериканців - 0,9 % — корінних американців - 0,9 % — азіатів - 8,0 % — осіб інших рас |

До двох чи більше рас належало 2,7 %. Частка іспаномовних становила 9,8 % від усіх жителів.
За віковим діапазоном населення розподілялося таким чином: 17,9 % — особи молодші 18 років, 68,7 % — особи у віці 18—64 років, 13,4 % — особи у віці 65 років та старші. Медіана віку мешканця становила 42,0 року. На 100 осіб жіночої статі у селищі припадало 93,1 чоловіків;  на 100 жінок у віці від 18 років та старших — 91,7 чоловіків також старших 18 років.
Середній дохід на одне домашнє господарство  становив 52 841 долар США (медіана — 34 583), а середній дохід на одну сім'ю — 58 972 долари (медіана — 40 625). За межею бідності перебувало 8,9 % осіб, у тому числі 0,0 % дітей у віці до 18 років та 0,0 % осіб у віці 65 років та старших.
Цивільне працевлаштоване населення становило 40 осіб. Основні галузі зайнятості: роздрібна торгівля — 30,0 %, виробництво — 25,0 %, сільське господарство, лісництво, риболовля — 15,0 %, транспорт — 10,0 %.